# Fromage à la crème
 (août 2019).
Si vous disposez d'ouvrages ou d'articles de référence ou si vous connaissez des sites web de qualité traitant du thème abordé ici, merci de compléter l'article en donnant les références utiles à sa vérifiabilité et en les liant à la section « Notes et références ».
Le fromage à la crème (anglais : cream cheese)  est un type de fromage à tartiner populaire en Amérique du Nord. 
C'est un fromage frais généralement de fabrication industrielle, dont la texture est assez lisse et plutôt épaisse, ce qui le rapproche du mascarpone, des petits-suisses, carré frais Gervais, ou du St Môret. On attribue son origine contemporaine à l'état de New York et ses environs.[réf. souhaitée]

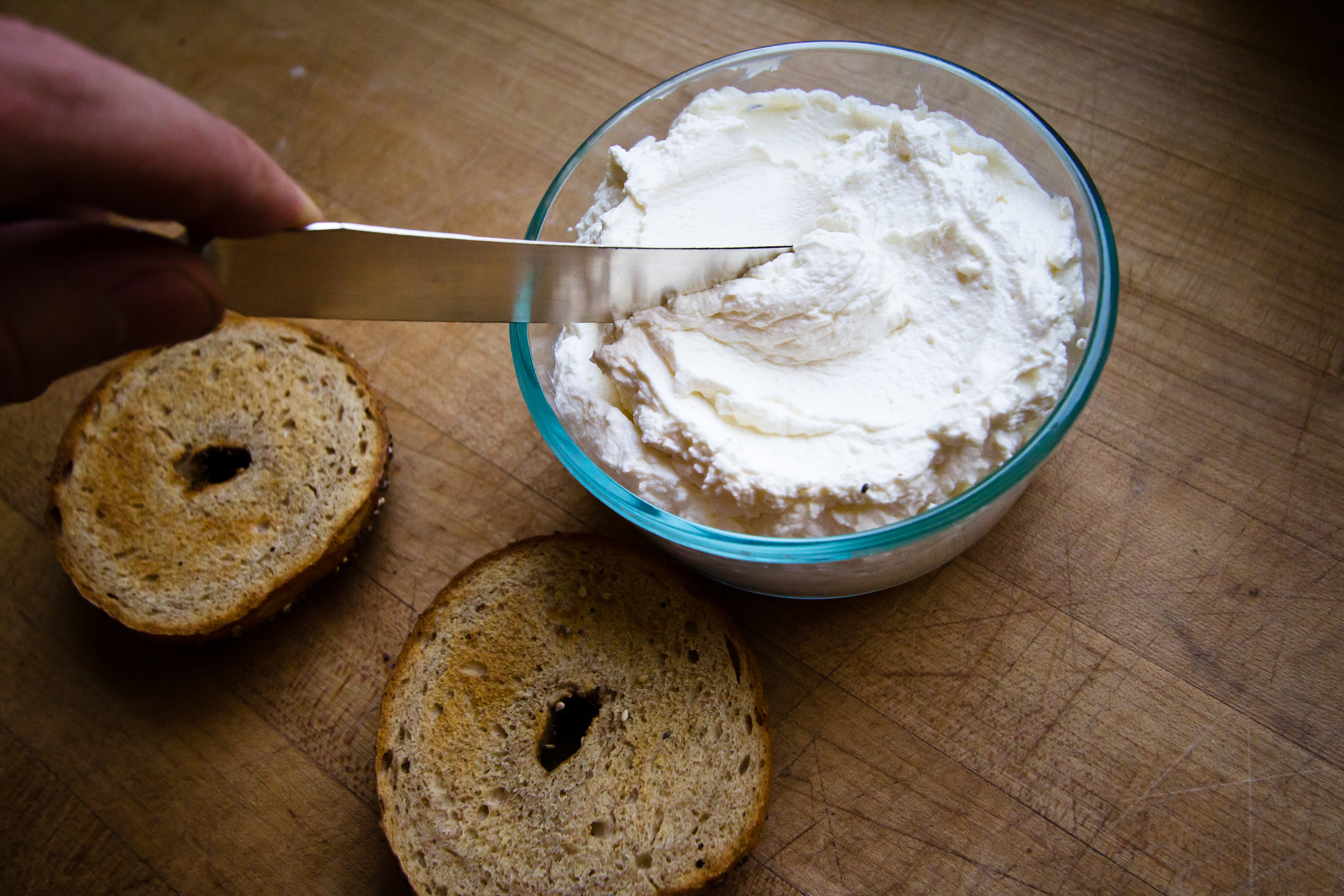
Fromage à la crème accompagnant des bagels toastés.

En Amérique du Nord, le fromage à la crème se tartine sur les bagels, craquelins ou sur du pain, et est utilisé comme base à de nombreuses trempettes. Il est le principal ingrédient du cheesecake et rentre dans la composition de nombreux plats ou desserts. Riche en matière grasse, il est aussi utilisé en cuisine, notamment dans les sauces, comme un succédané de la crème fraîche.
Créé lors de la décennie 1870, il est populaire en Amérique du Nord, pourtant la recette trouverait ses origines en Europe, en France (neufchâtel), et surtout en Angleterre.
Il peut accompagner de nombreux gâteaux ou tartes, notamment le hummingbird cake.
L'une des marques les plus répandues est Philadelphia, créé à partir de la fromagerie de William Lawrence.